# Teinobasis budeni
Teinobasis budeni – gatunek ważki z rodziny łątkowatych (Coenagrionidae).